# Cantone di Oulchy-le-Château
Il Cantone di Oulchy-le-Château era una divisione amministrativa dell'arrondissement di Soissons.
A seguito della riforma approvata con decreto del 21 febbraio 2014, che ha avuto attuazione dopo le elezioni dipartimentali del 2015, è stato soppresso.

## Composizione
Comprendeva 26 comuni:
- Ambrief
- Arcy-Sainte-Restitue
- Beugneux
- Billy-sur-Ourcq
- Breny
- Buzancy
- Chacrise
- Chaudun
- Cramaille
- Cuiry-Housse
- Droizy
- Grand-Rozoy
- Hartennes-et-Taux
- Launoy
- Maast-et-Violaine
- Montgru-Saint-Hilaire
- Muret-et-Crouttes
- Nampteuil-sous-Muret
- Oulchy-la-Ville
- Oulchy-le-Château
- Parcy-et-Tigny
- Le Plessier-Huleu
- Rozières-sur-Crise
- Saint-Rémy-Blanzy
- Vierzy
- Villemontoire